# Aníbal Varela
Aníbal Varela López (Heredia, 31 de diciembre de 1912-23 de junio de 1983) fue un futbolista profesional y entrenador costarricense.

## Trayectoria
Sus primeros pasos en el fútbol los desarrollo en equipos como el Once Águilas (categoría infantil) y Deportivo Oriente, C. B. B. (Tercera División). Desarrolló su carrera profesional en el Club Sport Herediano, club con el que militó durante 19 temporadas entre 1932-1947 y 1949-1953 (siendo además el jugador florense con más temporadas). Se proclamaría campeón en los torneos de 1932, 1933, 1935, 1937, 1947 y 1951. En 1948 militó con el equipo de La Libertad de Primera División de El Salvador y el Club Sport La Libertad.
A nivel de selecciones nacionales disputó los Juegos Centroamericanos y del Caribe obteniendo medalla de plata en la edición de 1935, y campeón Centroamericano y del Caribe de Fútbol en 1941 y 1946. Anotó 9 goles y jugó 17 partidos internacionales de clase A.
Como director técnico dirigió a La Libertad de El Salvador, Club Sport Herediano, Club Sport Uruguay de Coronado, Club Sport Cartaginés, Orión FC, Asociación Deportiva Carmelita, Desamparados y Deportivo La Flor. Con el conjunto coronadeño se proclamaría campeón de la Segunda División de Costa Rica en 1960.
Su máxima distinción individual ha sido la incorporación a la Galería Costarricense del Deporte, el 18 de diciembre de 1981.

## Clubes

### Como jugador
| Club                      | País        | Año       |
| ------------------------- | ----------- | --------- |
| Club Sport Herediano      | Costa Rica  | 1932-1947 |
| La Libertad (El Salvador) | El Salvador | 1948      |
| Club Sport La Libertad    | Costa Rica  | 1948      |
| Club Sport Herediano      | Costa Rica  | 1949-1953 |

### Como técnico
| Club                           | País        | Año |
| ------------------------------ | ----------- | --- |
| Desamparados                   | Costa Rica  |     |
| La Libertad (El Salvador)      | El Salvador |     |
| Club Sport Uruguay de Coronado | Costa Rica  |     |
| Club Sport Cartaginés          | Costa Rica  |     |
| Orión FC                       | Costa Rica  |     |
| Orión FC                       | Costa Rica  |     |
| Deportivo La Flor              | Costa Rica  |     |
| Club Sport Herediano           | Costa Rica  |     |

## Palmarés

### Como jugador
| Título                     | Club                 | Año  |
| -------------------------- | -------------------- | ---- |
| Primera División           | Club Sport Herediano | 1932 |
| Primera División           | Club Sport Herediano | 1933 |
| Primera División           | Club Sport Herediano | 1935 |
| Primera División           | Club Sport Herediano | 1937 |
| Primera División           | Club Sport Herediano | 1947 |
| Primera División           | Club Sport Herediano | 1951 |
| Campeonato Centroamericano | Costa Rica           | 1941 |
| Campeonato Centroamericano | Costa Rica           | 1946 |

### Como técnico
| Título           | Club                           | Año  |
| ---------------- | ------------------------------ | ---- |
| Segunda División | Club Sport Uruguay de Coronado | 1960 |